# Belili
Belili, o  Belit-ili o Belet-ili (Belela entre los pueblos semitas), era una diosa lunar, originariamente una divinidad menor, venerada por los sumerios. Dicha diosa sumeria también era llamada Gesht-inanna, hermana de Dumuzi, y esposa de Ningizzida. En la religión babilonia a veces se le hace esposa de Bel. Las invasiones del siglo XVIII a. C.diluyeron la presencia de pueblos que adoraban a Belili.

## Nombre
El nombre de Belili no coincido con etimología aceptable en sumerio ni en ninguna lengua semítica. Basándose en su estructura, se ha comparado con otros nombres divinos cuyo origen también sigue siendo un misterio, incluyendo Alala, Aruru, Bunene y Zababa . Belili también ha sido atestiguado como un nombre ordinario, conocidos tanto en Mesopotamia como en Elam. Los nombres con esta estructura son particularmente comunes en los primeros documentos acadios de Gasur (más tarde conocido como Nuzi). Se ha propuesto que tales nombres, tanto divinos como ordinarios, se originan en una lengua sustrato (la llamada "proto-eufratica").
Se ha considerado que el teónimo Belili era una forma verbal contraída o corrompida del epíteto Belet-ili. Esta teoría se considera hoy sin fundamento.

## Personaje
Belili aparece en dos documentos distintos en los textos mesopotámicos como la hermana de Dumuzi y como la deidad primordial entre los ancestros de Anu . Andrew R. George y Wilfred G. Lambert forman una escuela de pensamiento donde se considera que la hermana de Dumuzi y el susodicho ancestro de Anu son la misma diosa.

### Hermana de Dumuzi
Una referencia explícita a Belili como la hermana de Dumuzi solo está presente en el mito El descenso de Ishtar, aunque también aparecen juntos en otros textos. Otras deidades consideradas parientes de Dumuzi incluyen a Geshtinanna, bien atestiguada en la literatura y en la tradición cultural como su hermana, siendo la madre de ambas, Duttur . Belili es descrita como una doliente en la serie de encantamientos Šurpu, lo cual es usado como  una evidencia de su relación familiar con Dumuzi.
Se ha argumentado que, al igual que con lo que ocurre con Belet-Seri, Belili era la contraparte acadia de Geshtinanna. Sin embargo, Manfred Krebernik considera que Belili y Gesthinanna son dos diosas independientes. Krebernik alega que ambas podrían describirse como la hermana de Dumuzi. Además, ambos aparecen en papeles separados en el mito El sueño de Dumuzi .

### Deidad primordial
En las listas de los antepasados del dios del cielo Anu, Belili normalmente se emparejaba con Alala, y juntos ocupan el último lugar en múltiples documentos que enumeran tales deidades. Esto probablemente indica que podrían ser considerados como los padres de Anu. En la serie de encantamientos Udug Hul aparecen en una enumeración de deidades primitivas: "Dūri, Dāri; Laḫmu, Laḫamu ; Engur, Ningarra; Alāla; Bēlili". Una sola lista de dioses (K 4349) los equipara entre sí. Según Andrew R. George, esta pareja también está presente en un himno inédito dedicado a la ciudad de Borsippa . Sin embargo, no estaban asociados entre sí en otros contextos y, según Wilfred G. Lambert, es posible que solo llegaran a ser considerados como una pareja debido a que ambos nombres son iterativos .

## Culto
Belili solía ser adorada junto a Dumuzi. E-Arali (sumerio: "casa, inframundo "), un santuario bien conocido dedicado a este dios ubicado en su centro de culto Bad-tibira, también aparece como un lugar dedicado a Belili en la Lista de templos canónicos . Otro templo dedicado a ambos fue el E-erra (sumerio: "casa del lamento"), aunque se desconoce su ubicación.
Un templo dedicado a Belili, el Ekadimma, estaba ubicado en Babilonia . En un solo texto administrativo se empareja con un templo de Shara escasamente atestiguado por razones desconocidas. Andrew R. George usó su ausencia en la Lista de templos canónicos para estimar la fecha de composición de este documento como la segunda mitad del período casita, ya que es posterior a la fundación de Dur-Kurigalzu, pero no menciona los templos comúnmente enumerados. en fuentes de Babilonia y Asiria de finales del segundo y primer milenio a. C., posteriores a la caída de la dinastía kasita. Belili también fue adorado en el complejo de Esagil, en este caso compartiendo un asiento de culto con Alala.

## Mitología
Belili está atestiguado en varios textos literarios que tratan sobre la muerte de Dumuzi . En Dumuzi's Dream, Dumuzi quiere esconderse en su casa mientras los demonios la persiguen. Belili acepta y le ofrece agua, pero luego tiene que irse, lo que permite que los perseguidores entren en su casa y lleven a Dumuzi al inframundo . Se la describe como una anciana. Geshtinanna aparece en el mismo mito en un papel diferente. En El descenso de Ishtar, una reinterpretación acadia tardía de un mito sumerio anterior, Belili escucha los lamentos que se oyen cuando Dumuzi muere y tiene que entrar en el inframundo. El término utilizado para describir estos sonidos es ikkillu, "un grito inarticulado que expresa un sufrimiento de alta intensidad".
In the Desert by the Early Grass, una colección de lamentos dedicada a los dioses moribundos temporalmente llorados por sus respectivas madres o hermanas, menciona a Belili junto con Amashilama, Ninazimua, Geshtinanna y tres deidades cuyos nombres no se conservan.
 

[[Categoría:Diosas mesopotámicas]]